# Аустроугарска школа у Котор Варошу
Аустроугарска школа у Котор Варошу почела је са радом 1. септембра 1901. године.Деведесетих година прошлог вијека, објекат ове школе је изложен пропадању а послије пожара који је претрпио недавно, објекат се не користи.

## Историјат
Аустроугарска школа у Котор Варошу једно вријеме била је кориштена за потребе полиције а од 1949 - 1955. године кориштена је као ђачки дом за ученике ниже гимназије.Осамдесетих година прошлог вијека, објекат Аустроугарске школе је дјеломично адаптиран за комбиноване функције културе. Предвиђено је да у овај објекат буду смјештена Народна библиотека са читаоницом, музејска поставка, простор за КУД и кафе у приземљу.